# Albatros H 1
L'Albatros H 1 era un aereo sperimentale monomotore sviluppato dall'azienda aeronautica tedesca Albatros Flugzeugwerke GmbH nei primi anni venti e rimasto allo stadio di prototipo.
Derivato dal caccia Siemens-Schuckert D.IV era destinato alla ricerca sul volo ad alta quota, ma a causa del suo insuccesso il progetto venne abbandonato.

## Storia del progetto
Durante le ultime fasi della prima guerra mondiale il parco velivoli da caccia a disposizione degli Jasta erano costituiti in gran parte dagli ultimi modelli sviluppato dall'Albatros che, tuttavia, non erano in grado di mantenere la superiorità aerea. Per cercare di sopperire alle carenze di prestazioni, appena diventato disponibile il più efficiente motore Siemens-Halske Sh.III, l'Albatros decise di adottare il nuovo propulsore nel nuovo modello Albatros D.XI, il primo Albatros ad adottare un rotativo radiale, senza tuttavia riuscire ad avviarne la produzione in serie.
Il motore venne installato anche in due modelli da caccia sviluppati dalla Siemens-Schuckertwerke, il Siemens-Schuckert D.III ed il successivo Siemens-Schuckert D.IV rimasto allo stadio di prototipo. Al termine de conflitto l'unico esemplare di Siemens-Schuckert D.IV sopravvissuto alla distruzione voluta dalle clausole del Trattato di Versailles, venne acquisito dal Deutsche Versuchsanstalt für Luftfahrt (DVL), istituto di ricerca sull'aerodinamica con sede a Berlino, allo scopo di valutarne la trasformazione per un uso da trasporto civile. Per la sua realizzazione il DVL chiese la collaborazione dell'Albatros che, sotto la direzione del capo progettista Martin Schrenk avviò il disegno di una serie di modifiche da apportare al modello originale al fine di avviare la sperimentazione di un modello d'alta quota. Schrenk decise di intervenire sulla struttura alare incrementandone l'apertura al fine di ottenere un allungamento alare ottimale.
Il prototipo così modificato, che dopo la sua ricostruzione venne identificato con la designazione Albatros H 1 ed il numero di serie aziendale 10114, venne completato nel 1927 tuttavia le prove statiche eseguite presso il DVL evidenziarono che la nuova ala risultava troppo fragile per poter sopportare le sollecitazioni durante il volo per cui venne deciso di abbandonarne lo sviluppo.
L'esemplare venne quindi inviato al Luftfahrtmuseum di Berlino dove rimase fino a quando, in seguito alla controffensiva sovietica culminata nella Battaglia di Berlino, venne requisito come preda di guerra e trasferito in Polonia. Il velivolo, smontato, venne quindi ritrovato nel 1945 fino a che, nel 1963, venne inviato al Muzeum Lotnictwa Polskiego w Krakowie, il museo dell'aviazione polacca con sede a Cracovia, dove venne avviata una difficile opera di ricostruzione. Il risultato, esposto al pubblico, rappresenta l'unione di pezzi originali recuperati quando possibile e ricostruiti, tra cui le parti in compensato e tela trattata. Dell'H 1 è stata ricostituita la fusoliera con l'impennaggio, il carrello d'atterraggio ed è stato ricondizionato il motore abbinandolo all'originale elica Heine.